# Kepler-61
Coordenadas:  19h 41m 13s, +42° 28′ 31″
Kepler-61 é uma estrela anã vermelha de 15ª magnitude aparente na constelação de Cygnus. É uma estrela jovem com uma idade de 1 bilhão de anos. É ligeiramente mais densa do que o Sol com 63,5% de sua massa e 62% de raio. Por ser uma anã vermelha, é mais fria do que o Sol com uma temperatura de 4 017 K. Um exoplaneta chamado Kepler-61b, uma superterra, orbita na zona habitável.